# Declaração dos Direitos do Homem e do Cidadão
A Declaração dos Direitos do Homem e do Cidadão (em francês:  Déclaration des Droits de l'Homme et du Citoyen) é um documento culminante do Iluminismo, que define os direitos individuais e coletivos dos homens (tomada, teoricamente, a palavra na acepção de "seres humanos") como universais. Influenciada pela doutrina dos "direitos naturais", os direitos dos homens são tidos como universais: válidos e exigíveis a qualquer tempo e em qualquer lugar, pois permitem à própria natureza humana. Na imagem da Declaração, o "Olho da Providência" brilhando no topo representa uma homologação divina às normas ali presentes, mas também alimenta teorias da conspiração no sentido de que a Revolução Francesa foi motivada por grupos ocultos.

## História
Inspirada nos pensamentos dos iluministas, bem como na Revolução Americana (1776), a Assembleia Nacional Constituinte da França revolucionária aprovou em 26 de agosto de 1789 e votou definitivamente a 2 de outubro a Declaração dos Direitos do Homem e do Cidadão, sintetizado em dezessete artigos e um preâmbulo dos ideais libertários e liberais da primeira fase da Revolução Francesa (1789-1799). Pela primeira foi proclamada a liberdade e os direitos fundamentais do homem de forma econômica. Entretanto, a declaração dos direitos do homem e do cidadão não especificou sobre os "negros" e " mulatos", nesse ponto podemos destacar o Haiti, o qual era uma colônia francesa e tratavam os homens como escravizados, limitando o direito a liberdade, não se tendo consenso sobre o direito do homem para os escravizados. Ela foi reformulada no contexto do processo revolucionário numa segunda versão, de 1793. Serviu de inspiração para as constituições francesas de 1848 (Segunda República Francesa) e para a atual, e também foi a base da Declaração Universal dos Direitos Humanos, promulgada pelas Nações Unidas.

## Resumo dos princípios
A Declaração definiu um único conjunto de direitos individuais e coletivos para todos os homens. Influenciados pela doutrina dos direitos naturais, esses direitos são considerados universais e válidos em todos os tempos e lugares. Por exemplo, "Os homens nascem e permanecem livres e iguais em direitos. As distinções sociais podem ser fundadas apenas no bem geral. Eles têm certos direitos naturais à propriedade, à liberdade e à vida. De acordo com essa teoria, o papel do governo é reconhecer e garantir esses direitos. Além disso, o governo deve ser conduzido por representantes eleitos.
 

Quando foi escrito, os direitos contidos na declaração eram concedidos apenas aos homens. Além disso, a declaração era uma declaração de visão e não de realidade. A declaração não estava profundamente enraizada na prática do Ocidente ou mesmo da França na época. A declaração surgiu no final do século 18 a partir da guerra e da revolução. Encontrou oposição, já que a democracia e os direitos individuais eram frequentemente considerados sinônimos de anarquia e subversão. Esta declaração incorpora ideais e aspirações pelos quais a França se comprometeu a lutar no futuro. 

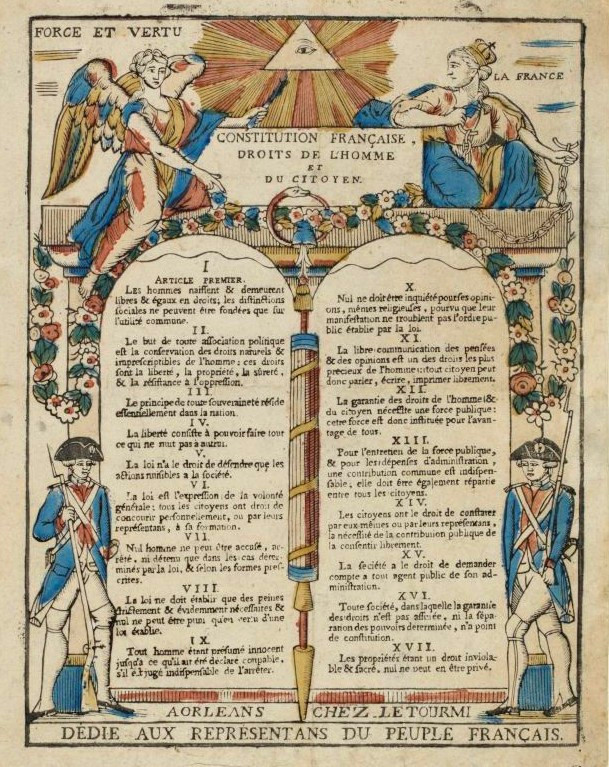
Gravura dos 17 artigos da Declaração dos Direitos do Homem e do Cidadão, (Museu da Revolução Francesa).

## A Declaração
A Declaração é introduzida por um preâmbulo que descreve as características fundamentais dos direitos, que são qualificados como "naturais, inalienáveis e sagrados" e "princípios simples e incontestáveis" sobre os quais os cidadãos poderiam basear suas reivindicações. No segundo artigo, "os direitos naturais e imprescritíveis do homem" são definidos como "liberdade, propriedade, segurança e resistência à opressão". Ele pediu a destruição dos privilégios aristocráticos, proclamando o fim do feudalismo e das isenções de impostos, liberdade e direitos iguais para todos os "homens" e acesso a cargos públicos com base no talento. A monarquia foi restrita e todos os cidadãos tinham o direito de participar do processo legislativo. A liberdade de expressão e de imprensa foi declarada e as prisões arbitrárias proibidas.
A Declaração também afirmou os princípios da soberania popular, em contraste com o direito divino dos reis que caracterizava a monarquia francesa, e a igualdade social entre os cidadãos: "Todos os cidadãos, sendo iguais aos olhos da lei, são igualmente admissíveis a todas as dignidades, lugares e empregos públicos, de acordo com sua capacidade e sem distinção que não seja a de suas virtudes e de seus talentos, " eliminando os direitos especiais da nobreza e do clero.

### Declaração dos Direitos do Homem e do Cidadão de 1789
Artigo 1 – Os homens nascem e permanecem livres e iguais em direitos. As distinções sociais só podem ser fundadas no bem comum.
Artigo 2 – O objetivo de toda associação política é a conservação dos direitos naturais e imprescritíveis do homem. Esses direitos são a liberdade, a propriedade, a segurança e a resistência à opressão.
Artigo 3 – O princípio de toda soberania reside essencialmente na Nação. Nenhum corpo, nenhum indivíduo pode exercer autoridade que não emane diretamente da Nação.
Artigo 4 – A liberdade consiste em fazer tudo o que não prejudique os outros: assim, o exercício dos direitos naturais de cada homem tem apenas os limites que asseguram aos outros membros da sociedade o gozo desses mesmos direitos. Esses limites só podem ser determinados pela lei.
Artigo 5 – A lei tem o direito de proibir apenas as ações prejudiciais à sociedade. Tudo o que não é proibido pela lei não pode ser impedido, e ninguém pode ser obrigado a fazer o que ela não ordena.
Artigo 6 – A lei é a expressão da vontade geral. Todos os cidadãos têm o direito de contribuir pessoalmente ou por meio de seus representantes para sua formação. Ela deve ser a mesma para todos, quer proteja, quer puna. Todos os cidadãos, sendo iguais perante ela, são igualmente admissíveis a todas as dignidades públicas, cargos e empregos, de acordo com sua capacidade e sem distinção além de suas virtudes e talentos.
Artigo 7 – Nenhum homem pode ser acusado, preso ou detido, exceto nos casos determinados pela lei e de acordo com as formas que ela prescreveu. Aqueles que solicitam, despacham, executam ou fazem executar ordens arbitrárias devem ser punidos; mas qualquer cidadão chamado ou preso nos termos da lei deve obedecer de imediato; ele se torna culpável pela resistência.
Artigo 8 – A lei só deve estabelecer penas que sejam estritamente e evidentemente necessárias, e ninguém pode ser punido senão sob uma lei estabelecida e promulgada antes da infração e legalmente aplicada.
Artigo 9 – Qualquer homem é presumido inocente até que seja declarado culpado; se for julgado indispensável prendê-lo, qualquer rigor que não seja necessário para a segurança de sua pessoa deve ser severamente reprimido pela lei.
Artigo 10 – Ninguém pode ser molestado por suas opiniões, mesmo religiosas, desde que sua manifestação não perturbe a ordem pública estabelecida pela lei.
Artigo 11 – A livre comunicação de pensamentos e opiniões é um dos direitos mais preciosos do homem: assim, qualquer cidadão pode falar, escrever, imprimir livremente, exceto responder pelo abuso dessa liberdade, nos casos determinados pela lei.
Artigo 12 – A garantia dos direitos do homem e do cidadão necessita de uma força pública: essa força é, portanto, instituída para o benefício de todos e não para a utilidade particular daqueles a quem é confiada.
Artigo 13 – Para a manutenção da força pública e para as despesas da administração, uma contribuição comum é indispensável; ela deve ser igualmente distribuída entre todos os cidadãos, de acordo com sua capacidade de pagamento.
Artigo 14 – Cada cidadão tem o direito de verificar, por si mesmo ou por meio de seus representantes, a necessidade de um imposto público, de consentir livremente a ele, de conhecer os usos a que ele se destina e de determinar sua proporção, base, cobrança e duração.
Artigo 15 – A sociedade tem o direito de exigir contas de qualquer agente público de sua administração.
Artigo 16 – Qualquer sociedade em que a garantia dos direitos não seja assegurada, nem a separação dos poderes determinada, não tem Constituição.

Artigo 17- A propriedade é um direito inviolável e sagrado; ninguém pode ser dela privado, exceto quando a necessidade pública, legalmente constatada, o exigir de maneira evidente, sob a condição de uma justa e prévia indenização.